# 秀朗橋
24°59′22″N 121°31′42″E / 24.98944°N 121.52833°E
秀朗橋，為臺灣新北市中和區與新店區之間的橋樑，位於市道106號上，橫跨新店溪，連接中和景平路與新店復興路，於1951年通車，歷經多次整建，是中和與新店、景美、木柵等地之間重要的交通要道。目前在中和區景平路與成功路及秀朗路口之台北捷運環狀線秀朗橋站，即位於秀朗橋西側（中和側）橋頭。

## 興建沿革
尚未興建秀朗橋的年代，從尖山新店溪畔設有渡口往返於景尾，稱為「尖山晚渡」，是中和八景之一。秀朗橋興建於1951年，是通往景美、宜蘭的要道。當時秀朗橋長133公尺，寬3.6公尺。1969年改為PCI梁橋，1970年1月開始徵收通行費，1978年7月1日起停徵（收足投資）。嗣後並經數次整修。1987年改建為目前規模，1987年10月10日，台灣省公路局將秀朗橋拓寬完工通車，橋長533公尺，橋寬則由原本的七點五公尺的雙車道拓寬為30公尺的六線快車道及兩線慢車道，並自當年11月1日起再收通行費，至1991年1月1日收足投資停徵。主橋9跨10墩，中央7跨為40公尺跨徑的PCI梁。

## 大事紀
- 1982年5月7日：李師科案計程車司機王迎先被檢舉涉案，並遭到調查小組刑求，被迫承認犯案，王迎先於帶領警方尋找犯案工具及贓款之過程中，趁機從秀朗橋上跳下新店溪中自殺身亡。

## 附近設施
- 新店端
  - 景美人權文化園區
  - 秀朗清溪河濱公園
  - 莊敬高職
  - 慈濟醫院臺北院區

- 中和端
  - 新北環河快速道路
  - 國防部後備指揮部北部地區指揮部
  - 省道台64線（新北市八里區 - 新店區）
  - 行政院海岸巡防署海岸巡防總局
  - 秀朗橋站